# Szczypce laboratoryjne

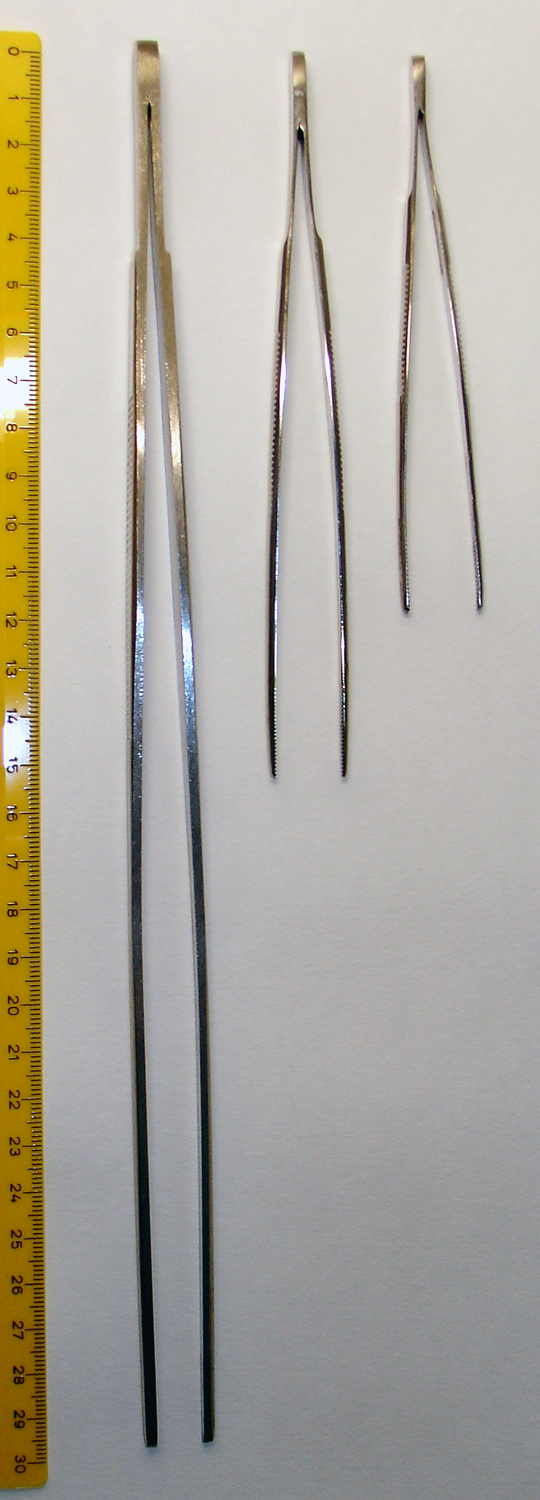
Klasyczne, proste szczypce laboratoryjne różnej wielkości

Szczypce – sprzęt laboratoryjny ogólnego przeznaczenia, najczęściej wykonany ze stali nierdzewnej, rzadziej z drewna lub tworzyw sztucznych.
W zasadzie nie istnieją szczypce produkowane specjalnie do celów laboratoryjnych, oprócz mikroszczypiec mikroskopowych. Pozostałe rodzaje szczypiec stosowanych w laboratoriach to przyrządy produkowane oryginalnie z myślą o chirurgach, dentystach lub jubilerach.
Wszystkie rodzaje szczypiec stosowanych w laboratoriach składają się z dwóch ramion połączonych u nasady. Najczęściej stosuje się szczypce ze sprężystymi ramionami, które same rozchylają się po zwolnieniu nacisku, choć czasami stosuje się też szczypce ze sprężynkami.
Szczypce stosuje się do przenoszenia niewielkich ilości żrących substancji, do umieszczania na szalkach wagi substancji i odważników, do wydobywania proszków z kolb, wsadzania do kolb rotorów mieszadeł magnetycznych, umieszczania szklanej aparatury w łaźniach myjących itd., itp.
W zależności od potrzeb stosuje się szczypce proste, szczypce z zagiętą końcówką lub szczypce z zakończeniem łopatkowym. Przy różnych czynnościach potrzebne są szczypce o różnej długości i rozmiarach końcówek, stąd zazwyczaj każde profesjonalne laboratorium posiada cały ich zestaw.